# 戴繼
戴繼（1496年—？），字淑似，號魯川，山東兖州府曹州曹縣人，軍籍，明朝政治人物。

## 生平
嘉靖元年（1522年）壬午科山東鄉試第五十二名舉人。嘉靖八年（1529年）中式己丑科會試第二百九十一名，登第三甲第一百六十七名進士。九年七月授刑科給事中，十二年七月升工科右，十二年八月升工科都，十四年十月因廷推吏部尚書一职，触怒世宗，包括戴继在内的六科十三道掌印官被尽禠职为民，永不起用。

## 家族
曾祖戴海；祖父戴敖；父戴昂，母邵氏。重庆下。弟綵、绢、缁。